# Kennet Andersson
Kennet Andersson (* 6. Oktober 1967 in Eskilstuna) ist ein ehemaliger schwedischer Fußballspieler.
Andersson spielte auf der Position eines Stürmers und war vor allem für seine Kopfballstärke bekannt.

## Vereinslaufbahn
Andersson begann seine Karriere 1985 bei Eskilstuna City FK. 1988 wechselte er zu IFK Göteborg, wo er drei Jahre spielte, ehe er für eine Spielzeit nach Belgien zum KV Mechelen wechselte. Für ein Jahr ging er zurück nach Schweden zum IFK Norrköping. 1993 wechselte er nach Frankreich. Seine erste Station war 1993/94 der OSC Lille, 1994/95 lief er für SM Caen auf. 1995 wechselte er zum AS Bari nach Italien, nach wiederum nur einer Saison ging es weiter zum FC Bologna. Nach drei Jahren wechselte er zu Lazio Rom, ging aber nach drei Monaten wieder zurück nach Bologna. 2000 bis 2002 lief er zum Abschluss seiner Karriere für die türkische Mannschaft von Fenerbahçe Istanbul auf.

## Erfolge
- IFK Göteborg
  - Schwedischer Meister: 1990, 1991
  - Schwedischer Pokalsieger: 1991

- Lazio Rom
  - UEFA-Super-Cup-Sieger: 1999

- Fenerbahçe Istanbul
  - Türkischer Meister: 2000/01

## Nationalmannschaft
Andersson spielte in seiner Nationalmannschaftskarriere 83 Mal für Schweden. Dabei gelangen ihm 31 Tore. Er nahm 1992 und 2000 an den Europameisterschaften teil. 1994 trug er mit fünf Toren wesentlich dazu bei, dass Schweden Dritter der Weltmeisterschaft wurde.